# Municipio de Newport (Dakota del Sur)
El municipio de Newport (en inglés: Newport Township) es un municipio ubicado en el condado de Marshall en el estado estadounidense de Dakota del Sur. En el año 2010 tenía una población de 68 habitantes y una densidad poblacional de 0,73 personas por km².

## Geografía
El municipio de Newport se encuentra ubicado en las coordenadas 45°37′29″N 97°55′15″O / 45.62472, -97.92083. Según la Oficina del Censo de los Estados Unidos, el municipio tiene una superficie total de 93.6 km², de la cual 90,64 km² corresponden a tierra firme y (3,16 %) 2,96 km² es agua.

## Demografía
Según el censo de 2010, había 68 personas residiendo en el municipio de Newport. La densidad de población era de 0,73 hab./km². De los 68 habitantes, el municipio de Newport estaba compuesto por el 98,53 % blancos y el 1,47 % eran de una mezcla de razas. Del total de la población el 0 % eran hispanos o latinos de cualquier raza.